# Tenofovir
Dizoproksiltenofovirat fumarat ali tenofovirdizoproksil fumarat (TDF ali PMPA; pod zaščitenim imenom Viread) je protivirusna učinkovina iz skupine nukleozidnih in nukleotidnih zaviralcev reverzne transkriptaze, ki je učinkovita pri okužbi z virusoma HIV in hepatitisa B.

## Zdravilne oblike
Tenofovirdizoproksil fumarat je predzdravilna oblika tenofovirja. Na trgu so tudi kombinirana zdravila:
- z emtricitabinom (pod zaščitenim imenom Truvada),
- z emtricitabinom in efavirenzom (Atripla),
- z emtricitabinom in rilpivirinom (Eviplera).

## Zgodovina
Tenofovir sta v sodelovanju odkrila Antonín Holý s češke akademije znanosti in Erik DeClercq s katoliške univerze v belgijskem Leuvnu.
FDA je učinkovino odobrila oktobra 2001, in sicer za zdravljenje okužb s HIV-om, in avgusta 2008 za kronične okužbe s hepatitisom B..

## Indikacije
Tenofovir je indiciran za zdravljenje okužb z virusom HIV-1 pri odraslih bolnikih. Uporablja se v kombinaciji z drugimi protivirusnimi učinkovinami (gre za t. i. večtirno zdravljenje). Nadzorovane študije so dokazale učinkovitost glede na virusno breme in število celic CD4. Učinkovina izkazuje učinkovitost tudi zoper hepatitis B, tudi če je virus odporen na lamivudin.

## Neželeni učinki in interakcije
Najpogostejši neželeni učinki so siljenje na bruhanje, bruhanje, driska in astenija. Redkeje se pojavljajo škodljivi učinki na jetra, trebušne bolečine in napenjanje. 
Zlasti pri višjih koncentracijah tenofovir povezujejo z neželenimi učinki na ledvice.
Lahko povzroči akutno ledvično odpoved, Fanconijev sindrom, proteinurijo (pojav beljakovin v seču) in tubularno nekrozo. Ti neželeni učinki so posledica kopičenja učinkovine v proksimalnih tubulih ledvic. 
Tenofovir lahko interagira z didanozinom, pri čemer pride do povišanih krvnih koncentracij didanozina. Pri sočasnem zdravljenju z atazanavirjem lahko pride do znižanja koncentracije slednjega.

## Farmakokinetika
Po enkratnem dajanju tenofovirdizoproksil fumarata v odmerku 300 mg bolniku s HIV-om se je maksimalna serumska koncentracija (Cmax) dosegla po 1,0 ± 0,4 ure; Cmax je znašala 296 ± 90 mg/mL, površina pod krivuljo (AUC) pa 2287 ± 685 mg/h/mL. Biološka razpoložljivost tenofovirja po peroralnem dajanju tenofovirdizoproksil fumarata znaša pri teščem bolniku okoli 25 %, vezava na beljakovine je nizka (okoli 0,7 %). Po intravenskem dajanju tenofovirja se ga 70–80 % izloči nespremenjenega v seču. Iz ledvic se izloča s pomočjo glomerulne filtracije in aktivne tubulne sekrecije.